# Digital Domain
Digital Domain é uma produtora estadunidense de efeitos especiais e visuais para filmes de cinema. Produziu o filme Titanic de James Cameron atuando como a principal produtora de efeitos.
Digital Domain, empresa de efeitos visuais na Flórida, deu ao mundo sucessos como Titanic, O Curioso Caso de Benjamin Button e um holograma Tupac, entrou com pedido de concordata recentemente.
Ganhou vários Oscars ao longo dos anos, mas apesar de sucessos e Prêmios da Academia, a empresa registrou perdas de US $ 14,8 milhões no primeiro trimestre de 2012, mesmo recebendo milhões do governo.
E, de acordo com as últimas informações, o grande Dan Marino, que comprou 1.576.525 partes no estúdio de animação, está entre os investidores que teve maiores perdas.